# Корчик (герб)
Корчик (пол. Korczyk) — польский дворянский герб.

## Описание
В зелёном поле два серебряных бруска, короткий сверху, а над ними золотой полумесяц рогами вверх.
Щит увенчан дворянскими шлемом и короной. Нашлемник: три павлиньих пера. Намёт на щите зелёный, подложенный серебром. Герб Корытинских внесён в Часть 3 Гербовника дворянских родов Царства Польского, стр. 103.

## Герб используют
Указанным гербом вместе с потомственным дворянством 24.02.1842 Всемилостивейше пожалован Осип Корытинский.